# Iljo Wojwoda

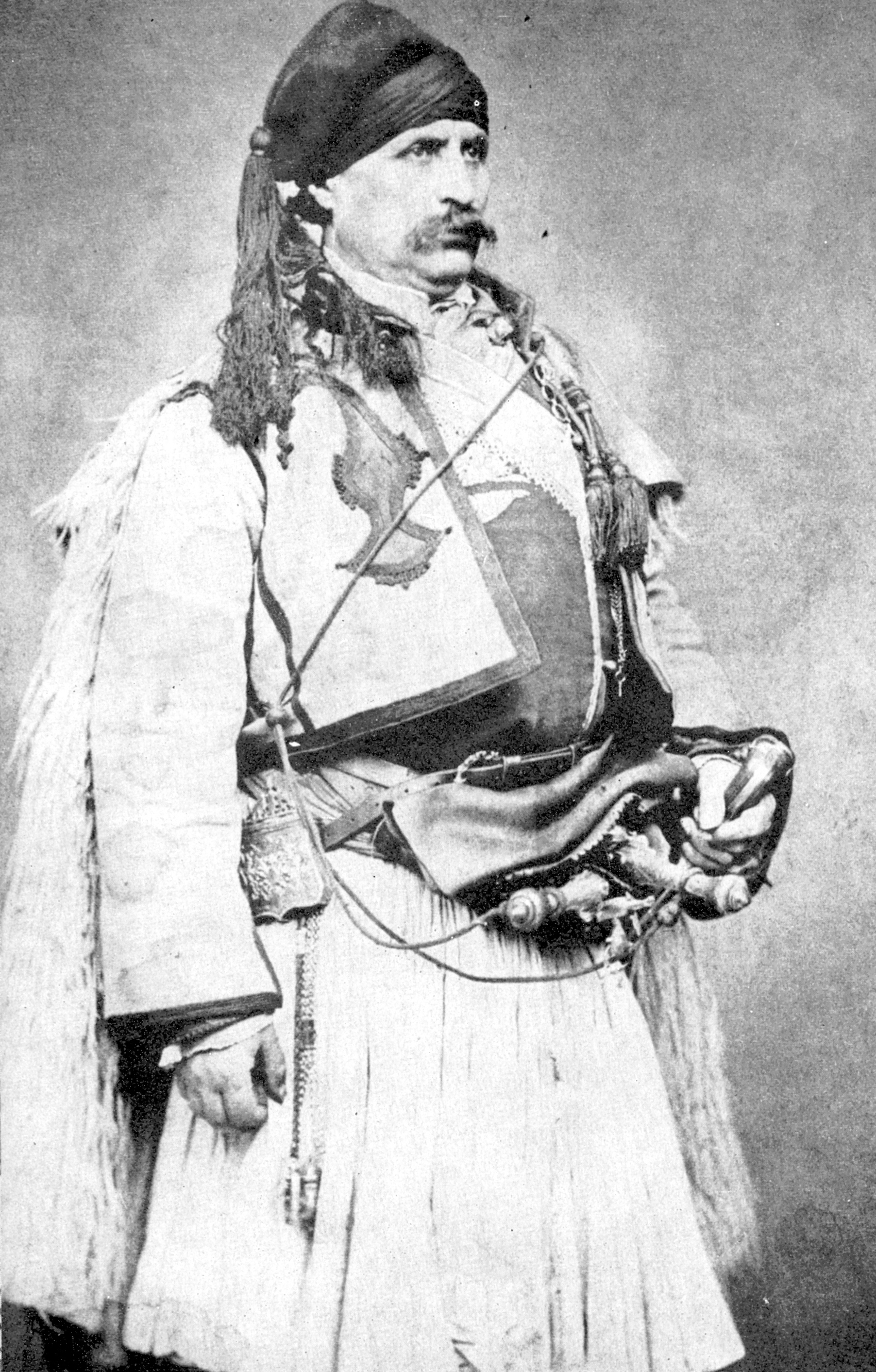
Iljo Wojwoda in Belgrad, 1867

Iljo Wojwoda (bulgarisch Ильо войвода), geboren als Ilija Markow Popgeorgiew (bulgarisch Илия Марков Попгеоргиев, Schreibweise bis 1945 Илия Марковъ попъ Георгиевъ; * 28. Mai 1805 in Berovo, heute in Nordmazedonien; † 17. April 1898 in Kjustendil, Bulgarien), war ein bulgarischer Hajduke, Wojwode und Freiheitskämpfer während der Bulgarischen Nationalen Wiedergeburt. Er war auch unter dem Namen Djado Iljo (bulg. Дядо Ильо/dt. Großvater Iljo) bekannt. Er war Mitglied der Bulgarischen Legion (1862) in Belgrad und nahm am Serbisch-türkischen Krieg 1876, am Russisch-Osmanischen Krieg (1877–1878), am Kresna-Raslog-Aufstand (1878–1879) und als bereits Achtzigjähriger am Serbisch-Bulgarischen Krieg von 1885 teil. Seit 2014 ist er Namensgeber für den Ilyo Point, eine Landspitze von Clarence Island in der Antarktis.